# Herbert Binder
Herbert Binder (Bienne, 8 ottobre 1909 – Bienne, 13 dicembre 1989) è stato un calciatore svizzero, di ruolo difensore.

## Carriera

### Nazionale
Ha collezionato sei presenze con la propria Nazionale, senza mettere a segno reti.